# Vladimir Tarasenko
Vladimir Andrejevitj Tarasenko, (ryska: Влади́мир Андре́евич Тарасе́нко), född 13 december 1991 i Jaroslavl, Sovjetunionen, är en rysk professionell ishockeyforward som spelar för New York Rangers i NHL.
Han har tidigare spelat för St. Louis Blues i NHL; HK Sibir Novosibirsk och SKA Sankt Petersburg i KHL samt Sibirskie Snajpery i MHL.
Tarasenko vann Stanley Cup med St. Louis Blues säsongen 2018–19.

## Klubblagskarriär

### KHL
Tarasenko debuterade i KHL den 3 september 2008 mot i en match mot HK Dynamo Moskva där han blev målskytt i sitt första byte.
Han avslutade sin första säsong med 10 poäng (7 mål och 3 assists) på 38 matcher och blev nominerad till priset som årets nykomling i ligan, en utmärkelse som dock gick till Metallurg Magnitogorsk målvakt Ilja Proskurjakov.

### NHL

#### St. Louis Blues
Vid NHL-draften 2010 valdes Vladimir i första rundan, som nummer 16 totalt av St. Louis Blues. St. Louis fick rätten att välja honom efter att de bytte bort svensken David Rundblad till Ottawa Senators.

## Statistik
| 2007–2008  | HK Sibir Novosibirisk 2 | VL         | 22  | 6   | 7   | 13  | 6   | —  | —  | —  | —  | — |
| 2008–2009  | HK Sibir Novosibirisk   | KHL        | 38  | 7   | 3   | 10  | 2   | —  | —  | —  | —  | — |
| 2009–2010  | HK Sibir Novosibirisk   | KHL        | 42  | 13  | 11  | 24  | 18  | —  | —  | —  | —  | — |
|            | Sibirskie Snajpery      | MHL        | 1   | 1   | 0   | 1   | 0   | —  | —  | —  | —  | — |
| 2010–2011  | HK Sibir Novosibirisk   | KHL        | 42  | 9   | 10  | 19  | 8   | 3  | 0  | 0  | 0  | 0 |
|            | Sibirskie Snajpery      | MHL        | 3   | 2   | 2   | 4   | 2   | —  | —  | —  | —  | — |
| 2011–2012  | HK Sibir Novosibirisk   | KHL        | 39  | 18  | 20  | 38  | 15  | —  | —  | —  | —  | — |
|            | SKA Sankt Petersburg    | KHL        | 15  | 5   | 4   | 9   | 0   | 15 | 10 | 6  | 16 | 6 |
| 2012–2013  | SKA Sankt Petersburg    | KHL        | 31  | 14  | 18  | 32  | 8   | —  | —  | —  | —  | — |
|            | St. Louis Blues         | NHL        | 38  | 8   | 11  | 19  | 10  | 1  | 0  | 0  | 0  | 0 |
| 2013–2014  | St. Louis Blues         | NHL        | 64  | 21  | 22  | 43  | 16  | 6  | 4  | 0  | 4  | 0 |
| 2014–2015  | St. Louis Blues         | NHL        | 77  | 37  | 36  | 73  | 31  | 6  | 6  | 1  | 7  | 0 |
| 2015–2016  | St. Louis Blues         | NHL        | 80  | 40  | 34  | 74  | 37  | 20 | 9  | 6  | 15 | 2 |
| 2016–2017  | St. Louis Blues         | NHL        | 82  | 39  | 36  | 75  | 12  | 11 | 3  | 3  | 6  | 0 |
| 2017–2018  | St. Louis Blues         | NHL        | 80  | 33  | 33  | 66  | 17  | —  | —  | —  | —  | — |
| 2018–2019  | St. Louis Blues         | NHL        | 76  | 33  | 35  | 68  | 22  | 26 | 11 | 6  | 17 | 4 |
| 2019–2020  | St. Louis Blues         | NHL        | 10  | 3   | 7   | 10  | 0   | 4  | 0  | 0  | 0  | 0 |
| 2020–2021  | St. Louis Blues         | NHL        | 24  | 4   | 10  | 14  | 0   | 4  | 2  | 0  | 2  | 0 |
| 2021–2022  | St. Louis Blues         | NHL        | 75  | 34  | 48  | 82  | 32  | 12 | 6  | 3  | 9  | 0 |
| 2022–2023  | St. Louis Blues         | NHL        | 38  | 10  | 19  | 29  | 8   | —  | —  | —  | —  | — |
| NHL totalt | NHL totalt              | NHL totalt | 644 | 262 | 291 | 553 | 185 | 90 | 41 | 19 | 60 | 6 |
| KHL totalt | KHL totalt              | KHL totalt | 207 | 66  | 66  | 132 | 51  | 18 | 10 | 6  | 16 | 6 |
| MHL totalt | MHL totalt              | MHL totalt | 4   | 3   | 2   | 5   | 2   | —  | —  | —  | —  | — |

### Internationellt
| Källa: Uppdaterad: 2023-02-10 | Källa: Uppdaterad: 2023-02-10 | Källa: Uppdaterad: 2023-02-10 |         | Utv = Utvisningsminuter | Utv = Utvisningsminuter | Utv = Utvisningsminuter | Utv = Utvisningsminuter | Utv = Utvisningsminuter |
| År                            | Lag                           | Mästerskap                    | Matcher | Mål                     | Assists                 | Poäng                   | Utv                     |                         |
| ----------------------------- | ----------------------------- | ----------------------------- | ------- | ----------------------- | ----------------------- | ----------------------- | ----------------------- | ----------------------- |
| 2008                          | Ryssland                      | Ivan Hlinka                   | 4       | 3                       | 2                       | 5                       | 0                       |                         |
| 2009                          | Ryssland                      | U18-VM                        | 8       | 8                       | 7                       | 15                      | 6                       |                         |
| 2010                          | Ryssland                      | JVM                           | 6       | 4                       | 1                       | 5                       | 2                       |                         |
| 2011                          | Ryssland                      | JVM                           | 7       | 4                       | 7                       | 11                      | 0                       |                         |
| 2011                          | Ryssland                      | VM                            | 6       | 1                       | 0                       | 1                       | 0                       |                         |
| 2014                          | Ryssland                      | OS                            | 5       | 0                       | 1                       | 1                       | 0                       |                         |
| 2015                          | Ryssland                      | VM                            | 9       | 4                       | 3                       | 7                       | 2                       |                         |
| 2016                          | Ryssland                      | World Cup                     | 4       | 2                       | 0                       | 2                       | 0                       |                         |
| 2021                          | Ryssland                      | VM                            | 3       | 0                       | 2                       | 2                       | 2                       |                         |
| Junior totalt                 | Junior totalt                 | Junior totalt                 | 24      | 19                      | 17                      | 36                      | 8                       |                         |
| Senior totalt                 | Senior totalt                 | Senior totalt                 | 27      | 7                       | 6                       | 13                      | 4                       |                         |

## Privatliv
Tarasenko föddes i Jaroslavl, där hans far, före detta landslagsspelaren Andrej Tarasenko spelade hockey vid den här tiden. Vladimir själv började med sporten i Novosibirsk och eftersom fadern hela tiden reste runt i landet fördes pojken till hockeyskolan av sin farfar, Vladimir Tarasenko den äldre, som själv tidigare spelade hockey och ledde HK Sibir Novosibirsk ungdomslag. 
Parallellt med ishockeyn spelade Tarasenko även fotboll, men valde slutligen att följa i sina förfäders fotspår.